# Droga krajowa B221 (Niemcy)
Droga krajowa 221 (niem. Bundesstraße 221, B 221) – niemiecka droga krajowa przebiegająca  z południa na północ i łączy drogę krajową B57 w Alsdorfie z drogą krajową B58 na obwodnicy Straelen w Nadrenii Północnej-Westfalii